# Peter Keglevic
Peter Keglevic (* 1950 in Salzburg) ist ein österreichischer Filmregisseur sowie Autor von Kurzgeschichten, Theaterstücken und Drehbüchern.

## Leben
Nach dem Schulabschluss arbeitete er vier Jahre lang als Buchhändler. 1968 schlug er die künstlerische Laufbahn (Kurzgeschichten, Theaterstücke, Drehbücher) ein und machte erste Erfahrungen als Regisseur (Theater und Hörspiel). Später studierte er Regie am Mozarteum in Salzburg. Für die Rolle des George Harrison wurde er 1974 vom Schauspielhaus Bochum engagiert. Seit 1976 ist er als Filmregisseur und Drehbuchautor tätig. Mehrfach ausgezeichnet wurde seine TV-Verfilmung der Entführung des deutschen Industriellen Richard Oetker unter dem Titel Der Tanz mit dem Teufel mit Sebastian Koch als Richard Oetker und Christoph Waltz in der Rolle des Entführers Cilov.

## Filmografie
- 1979: Zuhaus unter Fremden
- 1981: Tatort: Beweisaufnahme
- 1981: Die Jahre vergehen
- 1982: Tatort: Sterben und sterben lassen
- 1983: Bella Donna
- 1985: Der Bulle und das Mädchen
- 1986: Magic Sticks
- 1987: Ein ungleiches Paar
- 1989: Das Milliardenspiel
- 1989: Dort oben im Wald bei diesen Leuten
- 1990: Herzlich willkommen (nur Gastrolle)
- 1990: Der Skipper
- 1994: Kommissar Beck: Der Polizistenmörder
- 1994: Kommissar Beck: Stockholm Marathon
- 1994: Tag der Abrechnung – Der Amokläufer von Euskirchen
- 1995: 5 Stunden Angst – Geiselnahme im Kindergarten
- 1995: Der Blinde
- 1995: Die Katze von Kensington
- 1995: Das Karussell des Todes
- 1996: Du bist nicht allein – Die Roy Black Story
- 1997: Vickys Alptraum
- 1998: Das Callgirl
- 1999: Falling Rocks
- 2000: Der Tanz mit dem Teufel – Die Entführung des Richard Oetker
- 2001: Betty – Schön wie der Tod
- 2002: Zwei Tage Hoffnung
- 2004: Der Elefant – Mord verjährt nie (2 Folgen)
- 2005: Das Duo – Blutiges Geld
- 2006: Blackout – Die Erinnerung ist tödlich (Folgen 1 + 2)
- 2006: Stolberg (2 Folgen)
- 2006: Tarragona – Ein Paradies in Flammen
- 2007: Das Geheimnis im Wald
- 2007: Die dunkle Seite
- 2009: Die Seele eines Mörders
- 2010: Ken Folletts Eisfieber
- 2010: Kongo
- 2012: Das Duo – Der tote Mann und das Meer
- 2011: Der Chinese
- 2014: Die Fremde und das Dorf
- 2016: Ein Geheimnis im Dorf – Schwester und Bruder
- 2017: Treibjagd im Dorf
- 2020: Das Tal der Mörder
- 2023: Am Ende wird alles sichtbar

## Auszeichnungen und Preise
- 1997: Goldener Löwe in der Kategorie Beste Regie für Du bist nicht allein – Die Roy Black Story
- 2001: Cologne Conference – TV Spielfilm-Preis für Der Tanz mit dem Teufel – Die Entführung des Richard Oetker
- 2002: Adolf-Grimme-Preis  für Der Tanz mit dem Teufel
- 2002: Deutscher Fernsehpreis in der Kategorie Bester Fernsehfilm/Mehrteiler für Der Tanz mit dem Teufel – Die Entführung des Richard Oetker
- 2002: Bayerischer Fernsehpreis in der Kategorie Bester Fernsehfilm für Der Tanz mit dem Teufel – Die Entführung des Richard Oetker

## Publikationen
- Ich war Hitlers Trauzeuge, Roman, Knaus, München 2017, ISBN 978-3-8135-0727-0.[1]
- Wolfsegg, Roman, Penguin, München 2019, ISBN 978-3-328-60098-5.